# TRPP
TRPP은 대한민국의 슈게이징 밴드이다. 현재 치치 클리셰, 후루가와 유키오, 엘리펀트 99로 구성되어 있으며, 각각 싱어송라이터 윤지영, 일로와이로의 강원우, 바이바이배드맨의 정봉길의 가명이다. 2021년 결성된 이후로 2개의 정규 음반 (TRPP (2021), Here to Stay (2022))를 발매했다.

## 음반 목록

### 정규 음반
- TRPP (2021)
- Here to Stay (2022)